# Anhanguera (Goiás)
Anhanguera is een gemeente in de Braziliaanse deelstaat Goiás. De gemeente telt 1.018 inwoners (schatting 2009).